# Zapis zwykły
Zapis zwykły (zapis - do 23 października 2011 roku) – rozrządzenie testamentowe, mocą którego spadkodawca zobowiązuje swego spadkobiercę testamentowego lub ustawowego do spełnienia określonego świadczenia majątkowego na rzecz oznaczonej osoby – zapisobiercy (art. 968 kodeksu cywilnego). Z chwilą otwarcia spadku powstaje stosunek zobowiązaniowy, w którym zapisobierca jest wierzycielem, a spadkobierca lub zapisodawca – dłużnikiem. Zapis może być uczyniony pod warunkiem lub z zastrzeżeniem terminu.
Zapis zwykły uregulowany jest w polskim Kodeksie cywilnym w księdze czwartej, tytuł III, dział III, rozdział I zapis zwykły. Regulacja obejmuje art. 968 - 981 Kodeksu cywilnego. Odniesienia do zapisu zwykłego znajdują się również w innych przepisach prawa.

## Dalszy zapis
Spadkodawca może obciążyć zapisem także zapisobiorcę. Zapisobiorca obciążony obowiązkiem wykonania dalszego zapisu może zwolnić się od tego obowiązku także w ten sposób, że dokona bezpłatnie na rzecz dalszego zapisobiorcy przeniesienia praw otrzymanych z tytułu zapisu albo przelewu roszczenia o jego wykonanie.

## Wykonanie zapisu
Zapisobiorca nie nabywa przeznaczonego mu prawa bezpośrednio, a jedynie może żądać jego wykonania od obciążonego zapisem spadkobiercy. W braku odmiennej woli spadkodawcy zapisobiorca może żądać wykonania zapisu niezwłocznie po ogłoszeniu testamentu. Jednakże zapisobiorca obciążony dalszym zapisem może powstrzymać się z jego wykonaniem aż do chwili wykonania zapisu przez spadkobiercę.
Jeżeli spadek przypada kilku spadkobiercom, zapis obciąża ich w stosunku do wielkości ich udziałów spadkowych, chyba że spadkodawca postanowił inaczej. Przepis ten stosuje się odpowiednio do dalszego zapisu.

## Zwolnienie od wykonania zapisu
Jeżeli osoba, na której rzecz został uczyniony zapis, nie chce lub nie może być zapisobiorcą, obciążony zapisem zostaje zwolniony od obowiązku jego wykonania, powinien jednak w braku odmiennej woli spadkodawcy wykonać dalsze zapisy.

## Przedawnienie roszczeń
Roszczenie z tytułu zapisu przedawnia się z upływem lat pięciu od dnia wymagalności zapisu.